# 평민공동사회
평민공동사회(크메르어: សង្គមរាស្ត្រនិយម 상쿰 리어흐 니흄[saŋkum riəh niʔjum], 프랑스어: Communauté socialiste populaire)는 1955년 캄보디아의 노로돔 시아누크 왕자가 세운 정치단체다. "공동체"라는 뜻의 상쿰(크메르어: សង្គម)이라고 통칭된다.
스스로를 "정당"이 아닌 "운동"이라고 칭했고, 실제로 상쿰 단원들은 별도의 정당 당적을 가지고 있어야 했다. 하지만 시아누크 집권기(1955년-1970년) 캄보디아 정세는 거의 상쿰의 일당독재였다.